# 제19회 청룡영화상
제19회 청룡영화상은 1998년 12월 4일에 열린 시상식이다.

## 수상 및 후보

### 최우수 작품상
- 8월의 크리스마스
- 강원도의 힘 - 미라신코리아
- 생과부 위자료 청구 소송 - 시네마서비스
- 약속 - 신씨네
- 정사 - 나인필름

### 감독상
- 강원도의 힘 - 홍상수 수상
- 생과부 위자료 청구 소송 - 강우석
- 약속 - 김유진
- 정사 - 이재용
- 8월의 크리스마스 - 허진호

### 남우주연상
- 약속 - 박신양 수상
- 남자의 향기 - 김승우
- 생과부 위자료 청구 소송 - 안성기
- 정사 - 이정재
- 8월의 크리스마스 - 한석규

### 여우주연상
- 8월의 크리스마스 - 심은하 수상
- 생과부 위자료 청구 소송 - 심혜진
- 정사 - 이미숙
- 약속 - 전도연
- 편지 - 최진실

### 남우조연상
- 약속 - 정진영 수상
- 생과부 위자료 청구 소송 - 동방우
- 기막힌 사내들 - 손현주
- 남자의 향기 - 장세진
- 처녀들의 저녁식사 - 조재현

### 여우조연상
- 키스할까요? - 유혜정 수상
- 정사 - 김민
- 여고괴담 - 박진희
- 기막힌 사내들 - 오연수
- 여고괴담 - 윤지혜

### 신인남우상
- 찜 - 안재욱 수상
- 강원도의 힘 - 백종학

### 신인여우상
- 처녀들의 저녁식사 - 김여진 수상
- 조용한 가족 - 고호경
- 여고괴담 - 김규리
- 남자의 향기 - 명세빈
- 강원도의 힘 - 오윤홍

### 신인감독상
- 8월의 크리스마스 - 허진호 수상
- 처녀들의 저녁식사 - 임상수 수상
- 조용한 가족 - 김지운
- 여고괴담 - 박기형
- 기막힌 사내들 - 장진
- 퇴마록 - 박광춘
- 정사 - 이재용

### 촬영상
- 8월의 크리스마스 - 고 유영길 수상

### 기술상
- 퇴마록 - 특수효과팀 수상

### 각본상
- 강원도의 힘 - 홍상수 수상
- 8월의 크리스마스 - 오승욱
- 처녀들의 저녁식사 - 임상수

### 인기스타상
- 최진실 수상
- 심은하 수상
- 한석규 수상
- 박신양 수상

### 한국영화 최다관객상
- 편지 - 신씨네 수상

### 정영일영화평론가상
- 이영일 수상

### 시나리오 공모대상
- 구동회 수상
- 김병재 수상